# We Are Not Alone
We Are Not Alone (bra Não Estamos Sós) é um filme britano-estadunidense de 1939, do gênero drama romântico, dirigido por Edmund Goulding, com roteiro de Milton Krims e James Hilton baseado no romance homônimo de Hilton.

## Sinopse
Médico que contrata uma babá para seu filho, o que acende o ciúme de sua esposa e prenuncia uma tragédia que consome todos os envolvidos.

## Elenco
- Paul Muni como Dr. David Newcome
- Jane Bryan como Leni Krafft
- Flora Robson como Jessica Newcome
- Raymond Severn como Gerald Newcome
- Una O'Connor como Susan
- Henry Daniell como Sir Ronald Dawson
- Montagu Love como Major Millman
- James Stephenson como Sir William Clintock